# Бюттель
Бюттель (нім. Büttel) — громада в Німеччині, розташована в землі Шлезвіг-Гольштейн. Входить до складу району Штайнбург. Складова частина об'єднання громад Вільстермарш.
Площа — 11,08 км2. Населення становить 31 ос. (станом на 31 грудня 2020).

## Галерея

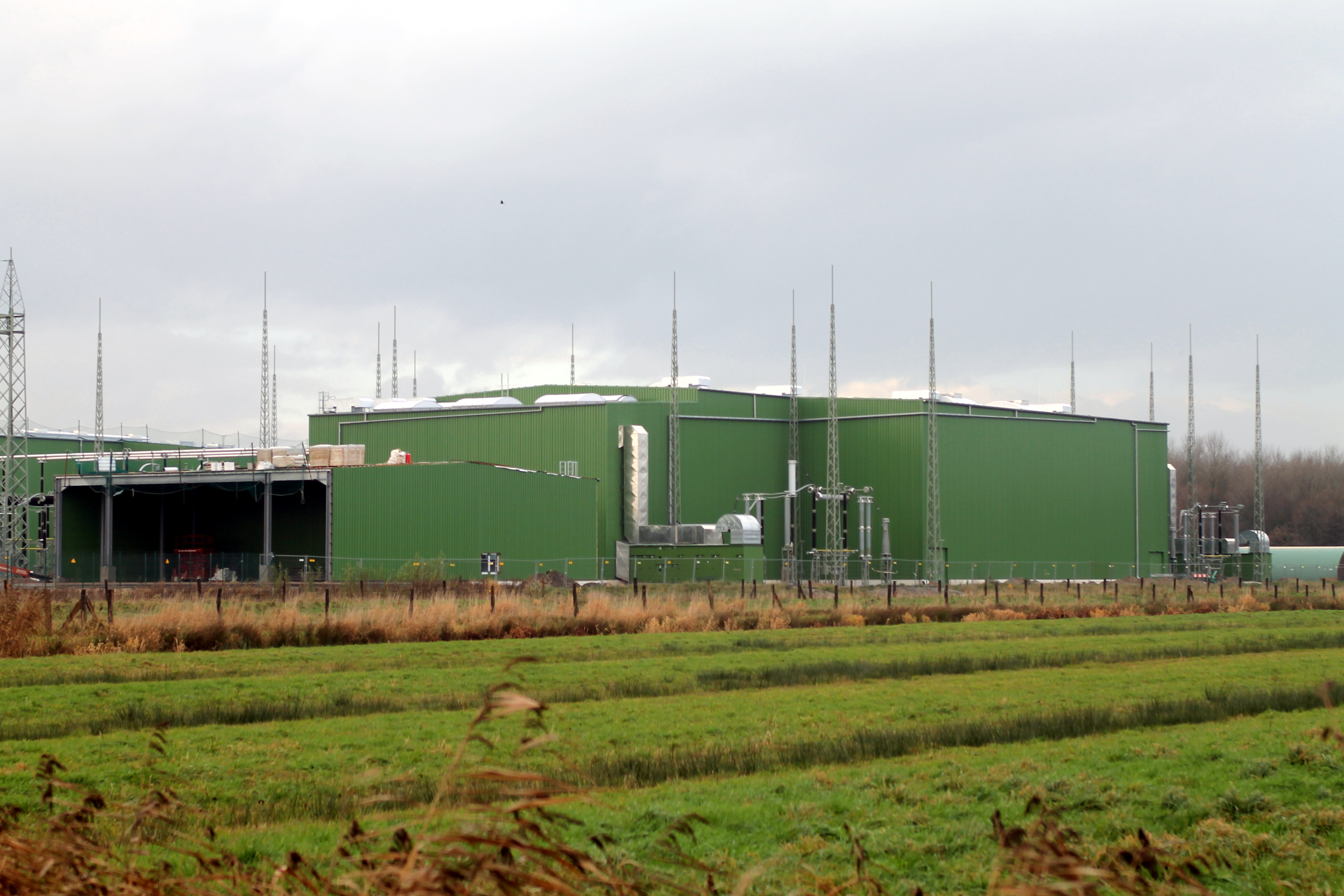
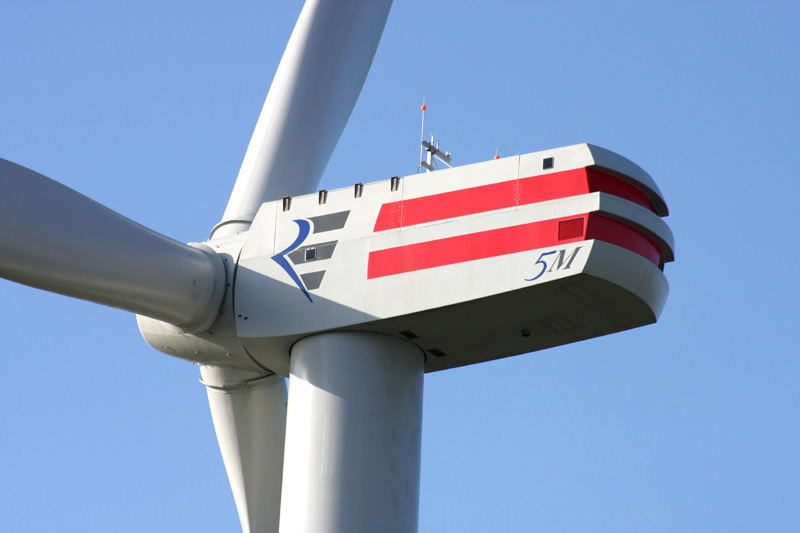